# Romeno
Romeno – miejscowość i gmina we Włoszech, w regionie Trydent-Górna Adyga, w prowincji Trydent.
Według danych na rok 2004 gminę zamieszkiwały 1243 osoby, 138,1 os./km².